# Tysk-konservativa partiet
Tysk-konservativa partiet (tyska: Die Deutschkonservative Partei) var ett konservativt politiskt parti som var verksamt 1876-1918 i Tyska kejsardömet. 

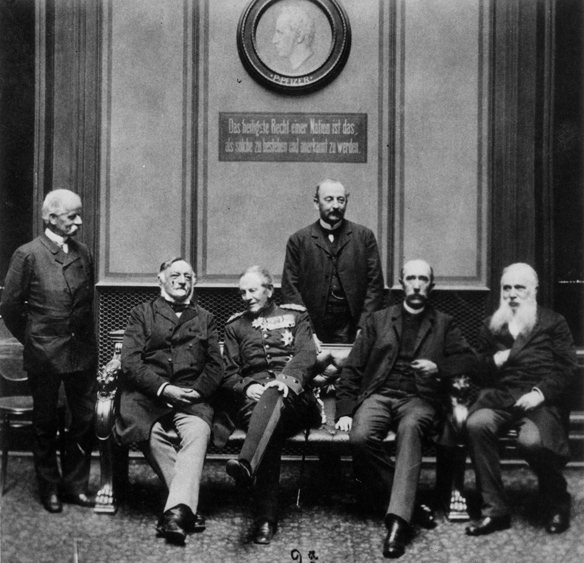
Medlemmar av Tysk-konservativa partiet (från vänster till höger): Rudolph Wichmann, Otto von Seydewitz, Helmuth von Moltke d.ä., Konrad von Kleist-Schmenzin, Otto von Helldorff-Bedra och Karl Gustav Ackermann

Partiet avsåg att samla de konservativa krafterna i Tyska riket till gemensamt arbete på att enligt stiftelseuppropet av 12 juli 1876 i nationell mening stärka och utbygga den vunna enheten på riksförfattningens grund. Partiet, som framför allt i Preussen såsom företrädare för de storagrariska intressena (se Ostelbien) ända till kejsardömets sista dagar kom att ha den ledande rollen, strävade efter att på grundval av kristlig livsåskådning bedriva nationell politik, gynna jordbruk, industri och kolonialpolitik samt motarbeta socialdemokrati och anarkism. 
Inom tyska riksdagen sjönk partiets inflytande i samma mån, som socialdemokraternas steg. Sedan det genom sin utmanande hållning mot mellanpartierna omöjliggjort en borgerlig samling mot socialisterna, sprängt Bernhard von Bülows nationella block 1909 och lidit en kännbar valförlust vid det sista riksdagsvalet under kejsartiden 1912, blev dess ställning ytterligare undergrävd under första världskriget, då dess politik alltför nära sammanföll med det annektionistiska och starkt imperialistiska alltyska förbundets. Det trängdes efter den nya, av Centrumpartiet, Framstegspartiet och socialdemokraterna bestående riksdagsmajoritetens konstituerande och fredsresolutionen av 19 juli 1917 alltmer i bakgrunden och sökte förgäves motarbeta den överhandtagande inre upplösningen. Efter novemberrevolutionen 1918 upplöstes partiet, men fortsatte under den nya regimen sin verksamhet inom det Tysknationella folkpartiet.